# Мессьє 15
Кулясте скупчення M15 (також відоме як M 15 та NGC 7078) є кулястим зоряним скупченням в сузір'ї Пегаса.

## Історія відкриття
Було відкрито Жаном Домініком Маральді в 1746 році. Шарль Мессьє включив скупчення в каталог кометоподобних об'єктів в 1764.

## Цікаві характеристики
M15 знаходиться на відстані близько 33 600 світлових років від Землі. Воно має абсолютну зоряну величину −9,2  m , що відповідає сумарній світності яка в 360 000 разів перевищує світність Сонця. М15 — одне з найщільніших кулястих скупчень, відомих в галактиці Чумацький Шлях і складається більш ніж з 100 000 зірок.
Ядро цього скупчення піддалося стиску, явищу відомому як «схлопування ядра», і має центральний пік щільності, оточений величезною кількістю зірок, і можливо є чорною дірою.
М15 містить досить велику кількість змінних зірок, 112 з яких знаходяться в ядрі. У скупченні було знайдено щонайменше 9 пульсарів, включаючи одну можливу систему подвійного пульсара. Більш того, М15 є домівкою для однієї з чотирьох планетарних туманностей під назвою Pease 1 (K 648), виявлених у кулястому скупченні в 1928.

## Спостереження

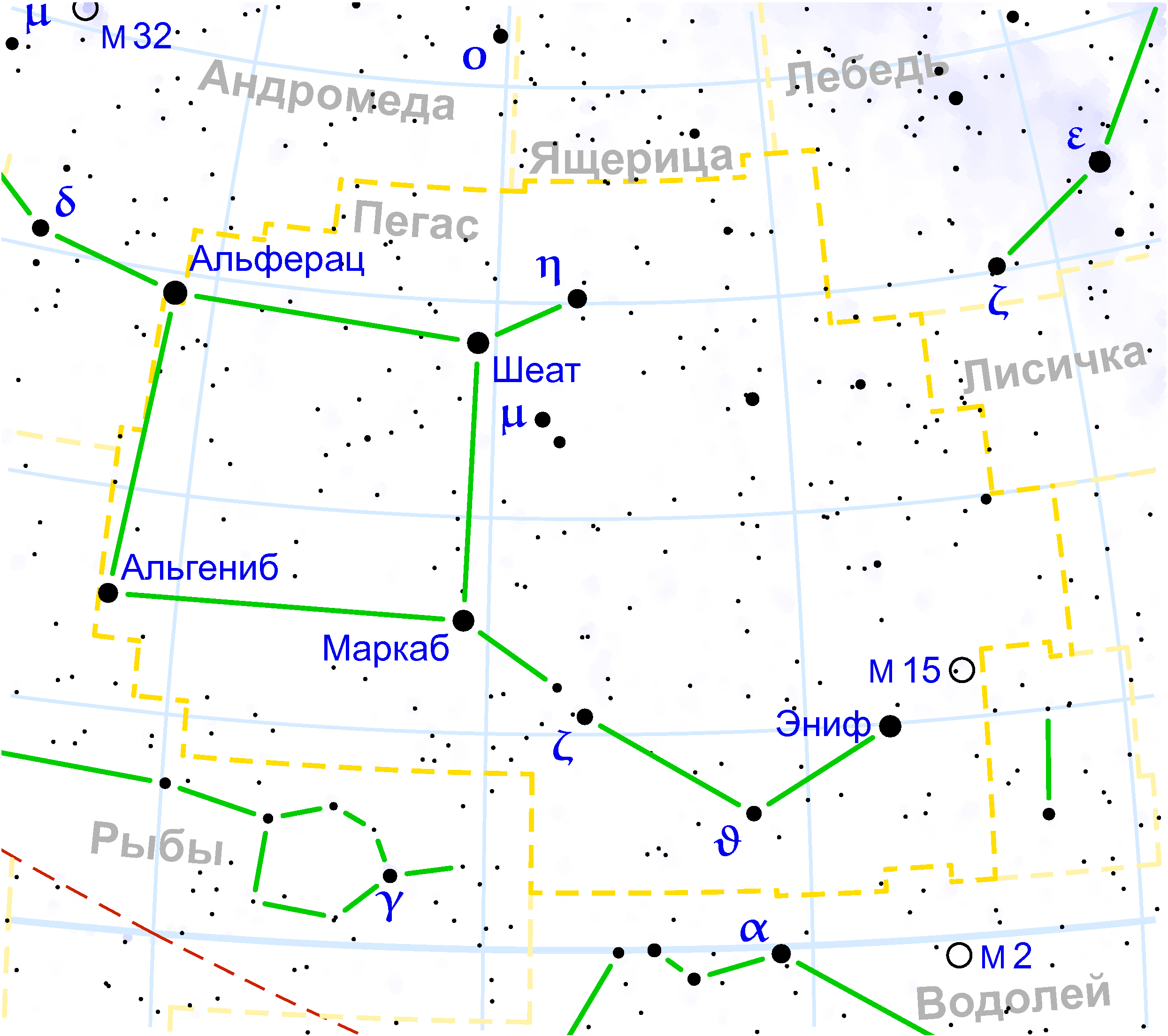
М15 в сузір'ї Пегаса

М15 — один з найяскравіших представників кулястих скупчень на осінньому небі. У відсутність штучного (вуличне освітлення) і природного (Місяць) засвічення, при хорошому зорі його неважко побачити і неозброєним оком на продовженні відрізка θ — ε Пегаса у вигляді туманної зірочки. Втім, тут можливі й помилки — поруч зі скупченням знаходиться приблизно рівна йому за яскравістю одиночна зірка. У польовий бінокль М15 видно чудово, хоча його дифузна природа і не відразу впадає в очі. При розгляданні скупчення в телескоп навіть помірної апертури стає зрозуміло, чому: зірки досить щільно концентруються в центрі цього скупчення, в той час як гало периферії неяскраве — з низькою щільністю зірок.
У цього скупчення цікава особливість — майже точно в його центрі розташовується крихітна (зіркоподібна) планетарна туманність PK 66-27.1. Її можна виявити за допомогою вузькосмугового інтерференційного фільтра O  III  (з числа так званих «діпскай»-фільтрів). Більша частина випромінювання цієї туманності випромінюється в зеленій лінії двічі іонізованого кисню, і фільтр, який суттєво затемнює світло зірок скупчення, залишає яскравість туманності майже без змін. У підсумку, при розгляданні кулястого скупчення М15 з фільтром, планетарна туманність виділяється як яскравіша «зірка» на тлі тьмяних.

### Сусіди по небу з каталогу Мессьє
- M2 — (на південь у Водолії) ще більш концентроване, хоча і менш яскраве кулясте скупчення;
- M71 — (на захід в Стріли) дуже пухке кулясте скупчення, більш схоже на розсіяне;
- M27 — (на захід в Лисичці) одна з найяскравіших планетарних туманностей

### Послідовність спостереження в «Марафоні Мессьє»
… М69 → М54 →М15 → М70 → М72 …

## Зображення

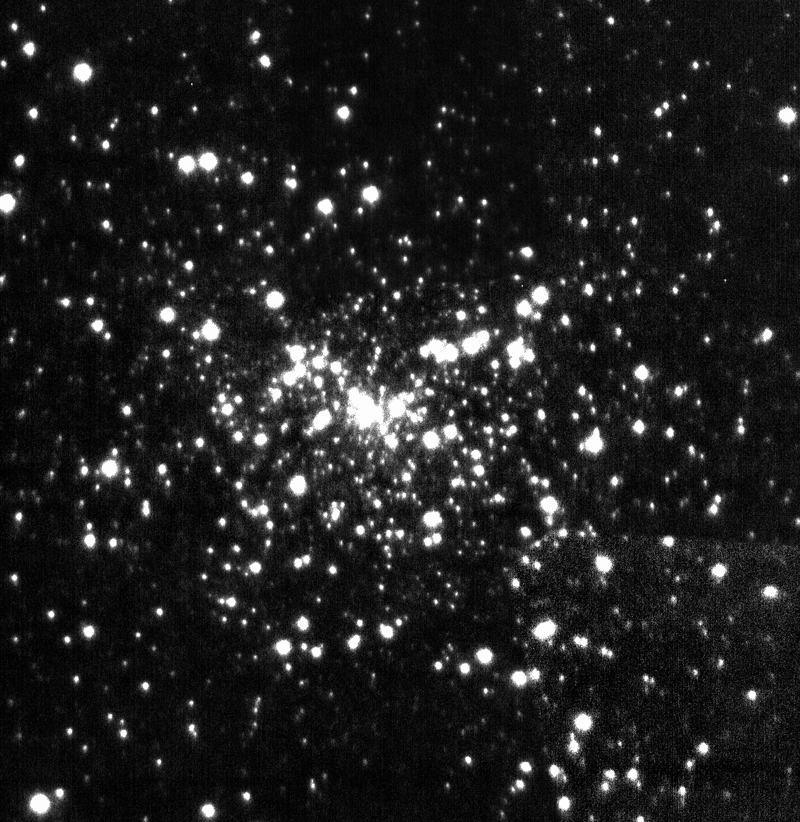
Центральна частина M15
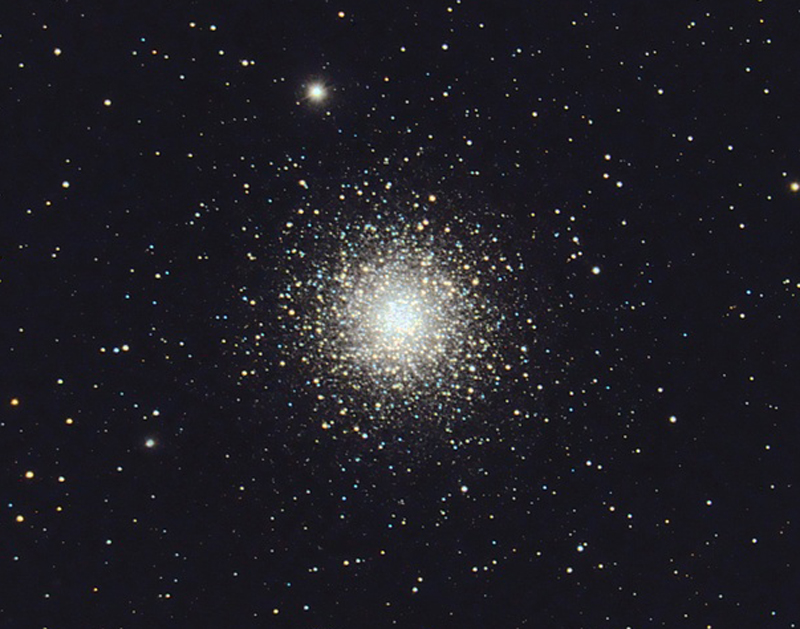
Мессьє 15 у телескоп

## Навігатори
Координати:  21г 29м 58.38с, +12° 10′ 00.6″